# Vergina

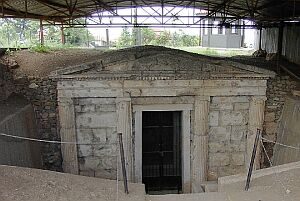

Vergina (řecky Βεργίνα, Verjina) je malé město na severu Řecka ve Střední Makedonii. Až do 5. století př. n. l. byla hlavním městem Makedonie, než ji nahradila Pella. Je známá především díky tomu, že se zde nachází významná archeologická lokalita s pozůstatky starověkého města Aigai, kde mimo jiné zemřel Filip II. Makedonský. Od roku 1996 byla Vergina zařazena na Seznam světového dědictví UNESCO a je také nazýváno Královské hrobky. Moderní město Vergina má přibližně 1 100 obyvatel a stojí na úpatí hory Pieria. Je vzdáleno asi 13 km od okresního města Veroina a asi 80 km jihozápadně od Soluně.

## Historie
Během 8. a 7. století před naším letopočtem na území vládly ilyrské kmeny, které založily strategickou základnu na místě Aigai. Název Aigai znamená „město koz“, přesto se stalo hlavním městem králů Makedonských. Když se na počátku 7. století před naším letopočtem místní kmeny vzbouřily, vzniklo zde Makedonské království.
Moderní Vergina byla založena v roce 1922 v blízkosti dvou malých zemědělských vesnic Koutles (řecky: Κούτλες ) a Barbes (řecky: Mπάρμπες), Název nového města navrhl tehdejší metropolita z Verii, který ji pojmenoval podle legendární královny starověkého Beroji (moderní Veria).

## Archeologické nálezy
První vykopávky proběhly na místě již roku 1855. Soustavný archeologický výzkumna v lokalitě probíhá od 30. let 20. stol.
Město se mezinárodně proslavilo v roce 1977, kdy řecký archeolog Manolis Andronikos odkryl pohřebiště králů Makedonských.  Muzeum na místě archeologických vykopávek bylo slavnostně otevřeno v roce 1993. Uvnitř muzea jsou čtyři hrobky a jeden malý chrám. 
- Hrobka I bývá nazývána hrobka Persefony, neboť na stěnách byly odkryty nástěnné malby zobrazující Hádův únos Persefony
- Hrobka II pravděpodobně patřila Filipu II Makedonskému. Byly zde nalezeny jeho pozůstatky se stejným zraněním, které u něj byly popsány. Je to jediná hrobka, která zůstala nedotčena až do roku 1977. Hlavní místnost je mramorový sarkofág se šesticípou hvězdou královské makedonské rodiny, v němž je larnax z 24 karátového zlata, který váží 11 kg. Uvnitř zlatého larnaxu byly nalezeny kosti mrtvých a zlatý věnec z 313 dubových listů a 68 žaludy o hmotnosti 717 g.
- Hrobka III byla zřejmě postavena pro Alexandra IV, syna Alexandra Velikého.
- Hrobka IV byla vyloupena již ve starověku a asi pro nás zůstane navždy záhadou.